# Goldichite
La goldichite è un minerale.